# Sukomalo
Sukomalo is een bestuurslaag in het regentschap Lamongan van de provincie Oost-Java, Indonesië. Sukomalo telt 1930 inwoners (volkstelling 2010).